# Carlos Tomei
Carlos Tomei (24 de novembro de 1955) é um pesquisador brasileiro, membro titular da Academia Brasileira de Ciências na área de Ciências Matemáticas desde 6 de maio de 1998.
Foi condecorado com a comenda da Ordem Nacional do Mérito Científico.